# Zentralbahn

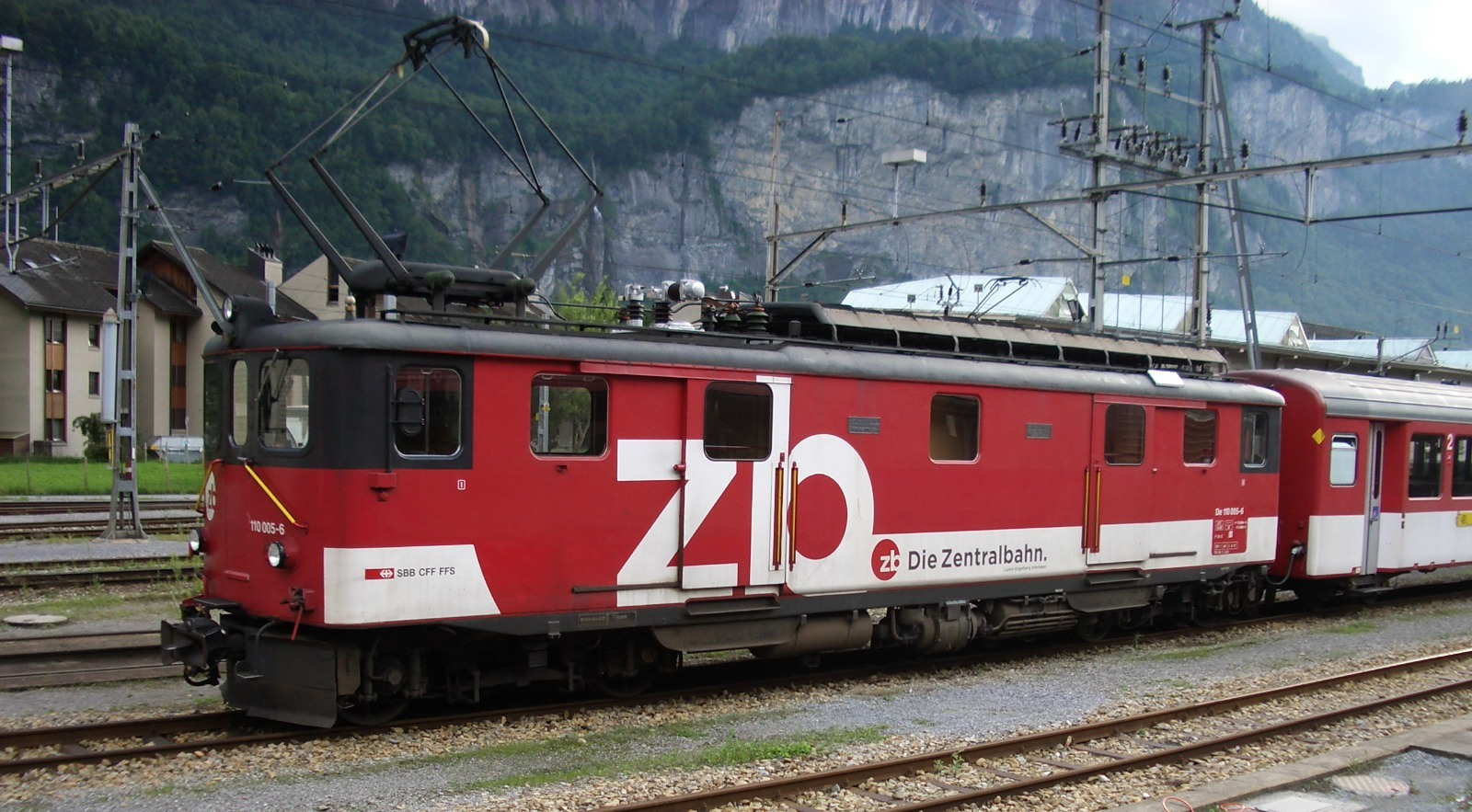
Treinstel van de Zentralbahn in Meiringen

De Zentralbahn (ZB) is een Zwitserse spoorwegmaatschappij.
De Zentralbahn exploiteert personentreinen op een netwerk van 97,8 kilometer smalspoor (1000 mm), op de trajecten Luzern - Interlaken Ost en Luzern - Stans - Engelberg.

## Geschiedenis
De ZB is op 1 januari 2005 ontstaan, na een fusie tussen de Luzern-Stans-Engelbergbahn (LSE), en de Brünigbahn, een lijn van de SBB. 
Beide maatschappijen exploiteerden een smalspoorlijn in Centraal-Zwitserland: de lijn van de voormalige LSE loopt  van Luzern naar Engelberg en de lijn van de voormalige Brünigbahn loopt van Luzern naar Interlaken. Beide lijnen kennen gedeeltelijk exploitatie met tandrad om steile hellingen te overbruggen.
Er werd al veel samengewerkt tussen de maatschappijen: de treinen van de LSE maakten in de buurt van Luzern gebruik van de sporen van de SBB.
De fusie hangt samen met de introductie van een S-Bahn in de regio Luzern. Het lijngedeelte van de ZB naar Stans zal deel uitmaken van dit netwerk.
Na de fusie is ook nieuw materieel in gebruik genomen. Dit is een smalspoor-lighttrain van de firma Stadler Rail, gebaseerd op het treintype GTW van dit bedrijf. De treinstellen van het Stadler type Spatz zijn niet voorzien van tandradaandrijving. De inzet is: 
- Luzern - Giswil
- Luzern - Stans (CH)
- Meiringen - Interlaken Ost

De Tunnel Engelberg is op 7 december 2010 officieel in gebruik genomen. Deze vervangt het tandrad-traject Grafenort – Engelberg. De tunnel heeft een helling van 10,5 % en een lengte van 4.300 meter. Dan kunnen ook de nieuwe Stadler Spatz treinstellen ingezet worden op het traject Stans (CH) - Engelberg.

## Trajecten
- Brünigbahn; Luzern - Interlaken Ost
- Luzern-Stans-Engelbergbahn; (Luzern) - Hergiswil - Engeberg

De Zentralbahn maakt gebruik van het tandradsysteem Riggenbach. De trajecten zijn geëlektrificeerd met 15.000 volt 16 2/3 Hz wisselstroom.

## Rollend materieel
- Locomotieven
  - 8x SBB HGe 101 (961-968)
- Treinstellen
  - 4x ADLER (ZB ABReh 150); 7-delig tandradtreinstel
  - 11x FINK (ZB ABReh 160); 3-delig tandradtreinstel
  - 10x SPATZ (ZB ABe 130); 3-delig treinstel
- Rijtuigen
  - 3x ZB ABt8; Geleed stuurstandrijtuig